# Ankaa
Ankaa (α Phe / α Phoenicis / Alpha Phoenicis) è la stella più brillante della costellazione della Fenice. La sua magnitudine apparente è +2,37 e dista 85 anni luce dalla Terra.
Il nome tradizionale di Ankaa proviene dall'arabo العنقاء al-‘anqā’ "la fenice". Gli astronomi arabi medievali formarono la costellazione del Dhow (piccola imbarcazione a vela triangolare) dove era la Fenice, tanto che un altro nome popolare per la stella è Nair al-Zaurak da النائر الزورق an-na'ir az-zawraq "la (stella) più brillante del battello". La traduzione latina è Cymbae, da lūcida cumbæ. Altro nome utilizzato è Testa della Fenice.

## Osservazione

Ankaa

Si tratta di una stella situata nell'emisfero australe celeste, sovrastata in splendore dalle vicine Achernar (α Eridani)) e Fomalhaut (α Piscis Australis). La sua posizione moderatamente australe fa sì che questa stella sia osservabile specialmente dall'emisfero sud, in cui si mostra alta nel cielo nella fascia temperata; dall'emisfero boreale la sua osservazione risulta invece più penalizzata, specialmente al di fuori della sua fascia tropicale, e risulta invisibile più a nord del parallelo 48°N . La sua magnitudine pari a 2,37 le consente di essere scorta con facilità anche dalle aree urbane di moderate dimensioni.
Il periodo migliore per la sua osservazione nel cielo serale ricade nei mesi compresi fra luglio e novembre; nell'emisfero sud è visibile anche per buona parte dell'inverno, grazie alla declinazione australe della stella, mentre nell'emisfero nord può essere osservata in particolare durante i mesi autunnali boreali.

## Caratteristiche fisiche
Ankaa è una gigante arancione di classe spettrale K0.5IIIb, ed è simile a molte delle stelle visibili nel cielo notturno, essendo una gigante di relativamente media grandezza stellare, avente una massa 2,5 volte quella del Sole ed un raggio 13 volte superiore. Attualmente si pensa che, nella sua evoluzione stellare, si trovi circa a metà della corta ma stabile fase della combustione dell'elio, sebbene in termini astronomici non passerà molto tempo prima che essa espella il suo stato esterno in una nebulosa planetaria finendo così la sua vita tranquillamente come una nana bianca.
Ankaa è anche una stella binaria, ha una compagna, di cui non si hanno molte notizie, che le orbita attorno in un periodo di 10,5 anni, ad una distanza media di 7 UA.